# Thinodromus corvinus
Thinodromus corvinus är en skalbaggsart som först beskrevs av Thomas Casey 1889.  Thinodromus corvinus ingår i släktet Thinodromus och familjen kortvingar. Inga underarter finns listade i Catalogue of Life.